# Eli’ezer Waldman
Eli’ezer Waldman (hebr. אליעזר ולדמן, ur. 11 lutego 1937 w Petach Tikwie, zm. 18 grudnia 2021) – izraelski rabin, polityk i działacz ruchu osadniczego. Jeden z założycieli ruchu Blok Wiernych (Gusz Emunim), osiedla Kirjat Arba i partii Techijja.

## Życiorys

### Młodość i wykształcenie
Urodził się 11 lutego w 1937 roku w Petach Tikwie (ówczesny Mandat Palestyny). Jego rodzice pochodzili z Czechosłowacji. W młodości razem z rodzicami wyemigrowali do Stanów Zjednoczonych. Tam zamieszkali w Nowym Jorku, gdzie uczęszczał do szkół religijnych. Studiował filozofię i psychologię na Yeshiva University. W 1956 roku powrócił do Izraela jako członek młodzieżowego ruchu syjonizmu religijnego – Bene Akiwa. Przez rok pracował w kibucu. Później rozpoczął naukę w jesziwie Merkaz ha-Raw. W 1968 roku razem z rabinem Mosze Lewingerem założył osiedle Kirjat Arba obok Hebronu. W 1972 roku założył w Kirjat Arba jesziwę Nir.

### Działalność polityczna i poglądy
Był zwolennikiem zasiedlenia wszystkich ziem danych Żydom przez Boga. Uważał, że w 1967 roku podczas wojny sześciodniowej Bóg dał szansę Żydom, aby ci zdobyli wszystkie dane im ziemie. Nie zrobili tego, a co więcej, pozbyli się części z nich. Zemstą niebios miała być, według rabina, wojna Jom Kipur.
W 1980 roku przed wyborami parlamentarnymi został aresztowany pod zarzutem  uczestnictwa w atakach na arabskich burmistrzów. Został wypuszczony z powodu braku dowodów. Po tym wydarzeniu stwierdził, że porwanie trzech izraelskich oficerów łącznikowych w Bejrucie przez Syryjczyków było karą bożą dla izraelskiego rządu za aresztowanie młodych Żydów zaangażowanych w antyarabskie ataki.
W wyborach w 1984 dostał się do jedenastego Knesetu z listy Techijji z 7. miejsca. W trakcie kadencji był członkiem komisji: ds. imigracji i absorpcji; edukacji i kultury; legislacji, prawa i sprawiedliwości. W kolejnych wyborach wszedł do dwunastego Knesetu 3. miejsca na liście Techijji. W trakcie tej kadencji był członkiem komisji ds. imigracji i absorpcji oraz specjalnej komisji ds. narkotyków i nadużywania alkoholu. W połowie kadencji został zastąpiony przez Eljakima Ha’ecniego.

## Publikacje
Jest autorem artykułów na temat świąt żydowskich, judaizmu i halachy:
- Or Jisra’el: kwucat ijunim be-chumaszim, be-reszit, szemot, 1984 (Światło Izraela: studia w Pięcioksięgu, Genesis i Exodus),
- Be-tiwijuta szel Chewron ba-Tora u-malchut, 1996 (Istota Hebronu w Torze i królestwie),
- Szem olam, 1976 (Imię świata),
- Archa szel Erec Jisra’el me-ma’ase be-reszit, 1982 (Znaczenie Ziemi Izraela w stworzeniu świata).